# Đạo luật Hồ sơ
Đạo luật Hồ sơ, còn được gọi là Đạo luật quy định việc lưu giữ an toàn các Đạo luật, Hồ sơ và Con dấu của Hoa Kỳ, và các quy định khác, là luật thứ 14 được Quốc hội Hoa Kỳ thông qua.
Phần đầu tiên của đạo luật đổi tên Bộ Ngoại vụ (tiếng Anh: Department of Foreign Affairs) thành Bộ Quốc vụ, hay Bộ Ngoại giao (tiếng Anh: Department of State). Điều khoản tiếp theo quy định nhiệm vụ của Quốc vụ khanh trong việc nhận và lưu trữ luật từ tổng thống. Năm điều khoản tiếp theo chi phối việc tạo ra, lưu giữ và sử dụng Đại ấn của Hoa Kỳ.
Đạo luật này cũng chỉ đạo Quốc vụ khanh đảm bảo rằng mọi dự luật được ban hành hoặc phủ quyết đều được thông cáo trên ít nhất ba tờ báo, trở thành luật quy định quyền tự do thông tin đầu tiên ở Hoa Kỳ, mặc dù các điều khoản của đạo luật sau đó được sử dụng để biện minh cho việc che dấu thông tin khỏi công chúng.
Năm 1875, luật được đưa vào Tiêu đề 5 của Bộ luật Hoa Kỳ, khoản 301.